# Thomas D’Urfey
Thomas d’Urfey (ur. w 1653 w Devon, zm. 26 lutego 1723 w Londynie) – angielski pisarz, wywodził się z francuskiej rodziny emigranckiej, napisał bardzo liczne, ongiś wielce popularne pieśni polityczne i miłosne (muzykę tworzyli do nich Henry Purcell, John Blow i Farmer), oraz 32 sztuki dramatyczne, m.in. bardzo swawolne komedie np. „Madam Fickle” (1677) i „Sir Barnaby Whig” (1681).